# Nemoura serrarimi
Nemoura serrarimi är en bäcksländeart som beskrevs av Aubert 1967. Nemoura serrarimi ingår i släktet Nemoura och familjen kryssbäcksländor. Inga underarter finns listade i Catalogue of Life.